# 9917 Keynes

9917 Keynes

9917 Keynes eller 1979 MK är en asteroid i huvudbältet som upptäcktes den 26 juni 1979 av den chilenske astronomen Carlos R. Torres på Cerro El Roble. Den har fått sitt namn efter den brittiske ekonomen John Maynard Keynes.
Asteroiden har en diameter på ungefär 4 kilometer och den tillhör asteroidgruppen Vesta.